# Terry Francona
Terrence Jonathon Francona (ur. 22 kwietnia 1959) – amerykański baseballista, który występował na pozycji pierwszobazowego, od sezonu 2025 menadżer Cincinnati Reds. Jest synem Tito Francony.

## Kariera zawodnicza

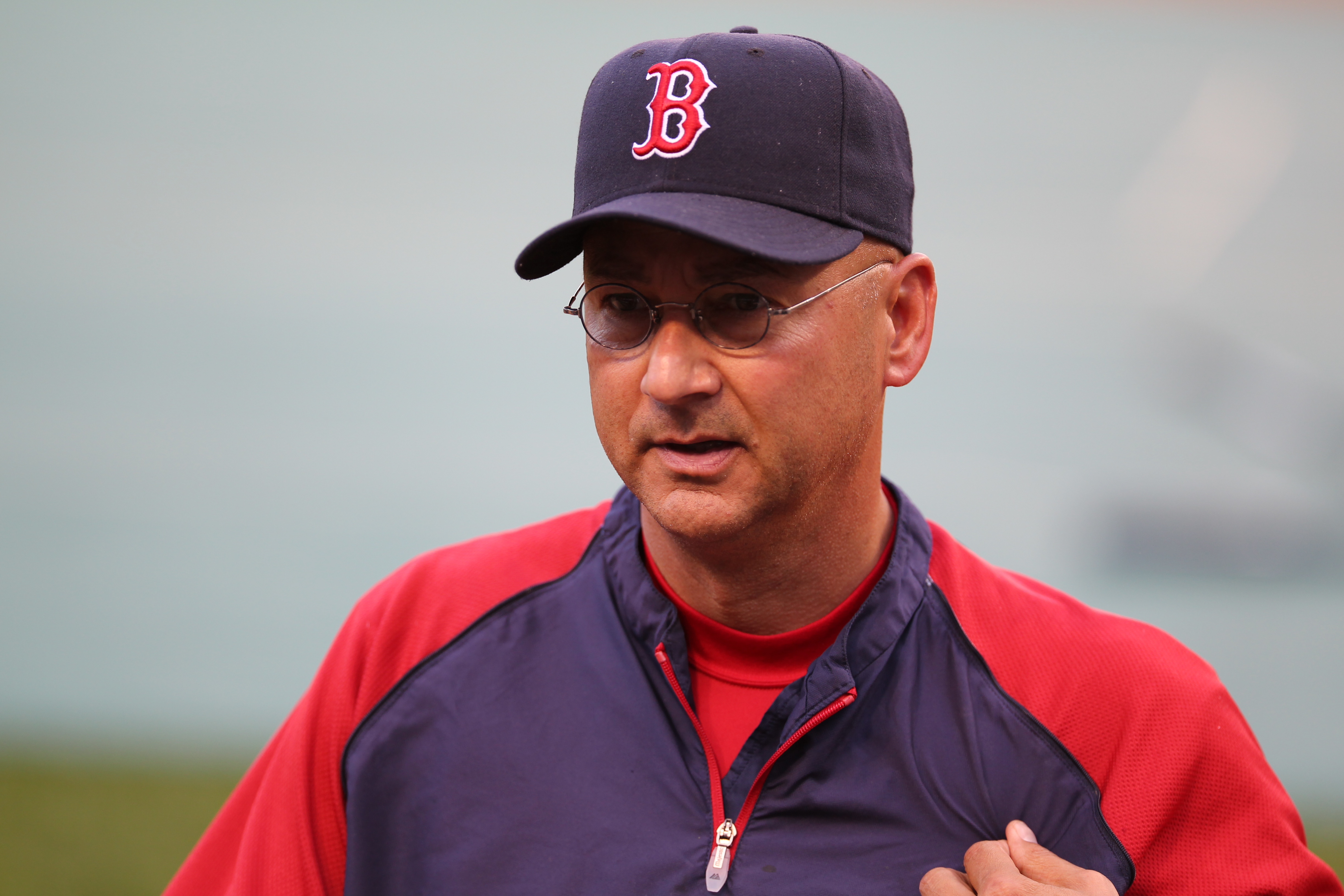
Terry Francona jako menadżer Boston Red Sox.

W czerwcu 1977 został wybrany w drugiej rundzie draftu przez Chicago Cubs, jednak nie podpisał kontraktu z organizacją tego klubu, gdyż zdecydował się podjąć studia na University of Arizona, gdzie w latach 1979–1980 grał w drużynie uniwersyteckiej Arizona Wildcats, z którą w 1980 wygrał College World Series i MVP finałów. W tym samym roku otrzymał Golden Spikes Award dla najlepszego amatorskiego baseballisty w kraju.
W czerwcu 1980 został wybrany w pierwszej rundzie draftu z numerem 22. przez Montreal Expos i początkowo grał w klubach farmerskich tego zespołu, między innymi w Memphis Chicks, reprezentującym poziom Double-A. W Major League Baseball zadebiutował 19 sierpnia 1981 w meczu przeciwko Houston Astros. W klubie z Kanady występował przez 5 sezonów, następnie grał w Chicago Cubs, Cincinnati Reds, Cleveland Indians i w Milwaukee Brewers, w którym   zakończył zawodniczą karierę

## Kariera szkoleniowa
Karierę trenerską rozpoczął w 1991 w organizacji Chicago White Sox, będąc członkiem sztabu szkoleniowego klubów farmerskich tego zespołu. Prowadził między innymi w latach 1992–1996 zespół Birmingham Barons, w którym występował wówczas Michael Jordan. W sezonie 1996 był trenerem trzeciej bazy w Detroit Tigers.
30 października 1996 został mianowany menadżerem Philadelphia Phillies mając 37 lat i był wówczas najmłodszym menadżerem w MLB. Po zakończeniu sezonu 2000 został zwolniony z tej funkcji po uzyskaniu ujemnego bilansu zwycięstw i porażek (285–363). W kolejnych latach był menadżerem generalnym Cleveland Indians (2001) oraz asystentem menadżera w Texas Rangers (2002) i Detroit Tigers (2003).
4 grudnia 2003 został menadżerem Boston Red Sox i w pierwszym sezonie prowadzenia zespołu wygrał World Series; było to pierwsze mistrzostwo Red Sox od 1919 roku. Ponadto, w sezonie 2004, uzyskał najlepszy w MLB spośród menadżerów bilans zwycięstw i porażek w postseason (11–3). Drugi tytuł mistrzowski z Boston Red Sox zdobył trzy lata później. 2 czerwca 2009 został trzecim menadżerem w historii klubu, który osiągnął pułap 500 zwycięstw w sezonie zasadniczym. 23 lipca 2011 po wygranym meczu ze Seattle Mariners zanotował 1000. zwycięstwo w karierze menadżerskiej.
8 października 2012 został menadżerem Cleveland Indians, a w pierwszym sezonie prowadzenia zespołu, osiągając bilans 92–70, otrzymał nagrodę American League Manager of the Year Award. W 2016 poprowadził zespół do 94 zwycięstw w sezonie zasadniczym i pierwszych od 1997 roku World Series. Został także po raz drugi w swojej karierze szkoleniowej wybrany najlepszym menadżerem w American League.
7 października 2024 został menadżerem Cincinnati Reds, podpisując trzyletni kontrakt. 13 lipca 2025 prowadząc zespół do wygranej z Colorado Rockies, został trzynastym menadżerem w historii MLB, który osiągnął pułap 2000 zwycięstw.

## Statystyki menadżerskie
Stan na koniec sezonu 2018
| Sezon              | Klub                        | Liga               | Mecze | Zwycięstwa | Porażki | Proc. zw. i por. |
| ------------------ | --------------------------- | ------------------ | ----- | ---------- | ------- | ---------------- |
| 1997–2000          | Philadelphia Phillies       | NL                 | 648   | 285        | 363     | 0,440            |
| 2004–2011          | Boston Red Sox              | AL                 | 1296  | 744        | 552     | 0,574            |
| 2013–2023          | Cleveland Indians/Guardians | AL                 | 1678  | 921        | 757     | 0,549            |
| Łącznie w karierze | Łącznie w karierze          | Łącznie w karierze | 3622  | 1950       | 1672    | 0,538            |

## Nagrody i wyróżnienia
| Nagroda/wyróżnienie         | Lata             | Źródło       |
| 3× AL Manager of the Year   | 2013, 2016, 2022 | [ 6 ] [ 14 ] |
| 2× zwycięzca w World Series | 2004, 2007       | [ 6 ]        |